# Diafisi
La diafisi è la parte centrale delle ossa lunghe, le cui estremità sono dette epifisi.

## Anatomia
Nel canale centrale delle diafisi delle ossa lunghe è presente il midollo osseo che viene distinto in:
- cellule ematiche (midollo rosso);
- cellule adipose (midollo giallo).

È percorsa longitudinalmente dai canali di Havers.

## Patologia
Le fratture diafisarie sono in genere le più facilmente correggibili e le più scevre di conseguenze.
Il sarcoma di Ewing tende a verificarsi nella diafisi.